# Суйковский, Богуслав

Богуслав Суйковский

Богуслав Суйковский (пол. Bogusław Sujkowski; 14 июля 1900, Варшава, Царство Польское, Российская империя - 5 декабря 1964, Быдгощ, ПНР) — польский писатель, автор исторической прозы и произведений для детей и юношества.

## Биография
Сын Антони Суйковского (1867—1941), учёного-географа, государственного и политического деятеля Польши.
Инженер-лесник по профессии. С 1923 работал по профессии. С 1946 года жил в Быдгоще. Занимал начальствующую должность в лесном хозяйстве.

## Творчество
Автор более 20 популярных исторических книг. Дебютировал в 1930 году повестью «Может уже завтра» . Затем последовал роман «Горстка воспоминаний ходока» (1935).
Мастер исторического романа, в своем творчество широко освещал важные события переломных моментов истории от праславян и фараонов до классической старины, от эпохи средневековья до недавних исторических деяний.
Из наиболее известных произведений Б. Суйковского:
- роман-дилогия — «Листья коки» (Liście koka, 1954) и «Девы солнца» (Dziewice słońca,1961), а также «Не боги» (Nie bogowie) — об истории и уничтожении цивилизации индейцев Южной Америки конкистадорами,
- «Пробужденный город» (Miasto przebudzone, 1961) — про древний Карфаген,
- «Боевые колесницы» (Rydwany bojowе, 1962) — про Древний Египет времен гиксосов и Яхмоса I,
- «Ave libertas» (1958) — о восстании рабов на Сицилии во главе с Эвном (Антиохом) и Клеоном,
- «Болеслав забытый» (Bolko Zapomniany, 1956) — про историю древней Польши
- «Два закона» (Dwa zakony, 1960) — про эпоху средневековья и др.

Произведения писателя переводились на русский, словацкий, немецкий и другие языки.
Лауреат литературной награды Быдгоща.